# Rio Barra Grande (vattendrag i Brasilien, Paraná)
Rio Barra Grande är ett vattendrag i Brasilien.   Det ligger i delstaten Paraná, i den södra delen av landet, 1 000 km söder om huvudstaden Brasília.
I omgivningarna runt Rio Barra Grande växer i huvudsak städsegrön lövskog. Runt Rio Barra Grande är det glesbefolkat, med 11 invånare per kvadratkilometer.